# 廣成冰室
廣成冰室，座落於香港新界上水新成路10號，由崔廣成於1962年創立，原為西餐廳，後改為冰室。馳名於其人手刨製的紅豆冰、牛肉通心粉及雞蛋三文治。冰室仍保留著香港60-70年代傳統冰廳風味。